# Jerschowo (Moskau)
Jerschowo (russisch Ершово) ist ein Dorf im Rajon Odinzowo in der Oblast Moskau (Russland). Es liegt nördlich der Stadt Swenigorod in Richtung Istra.

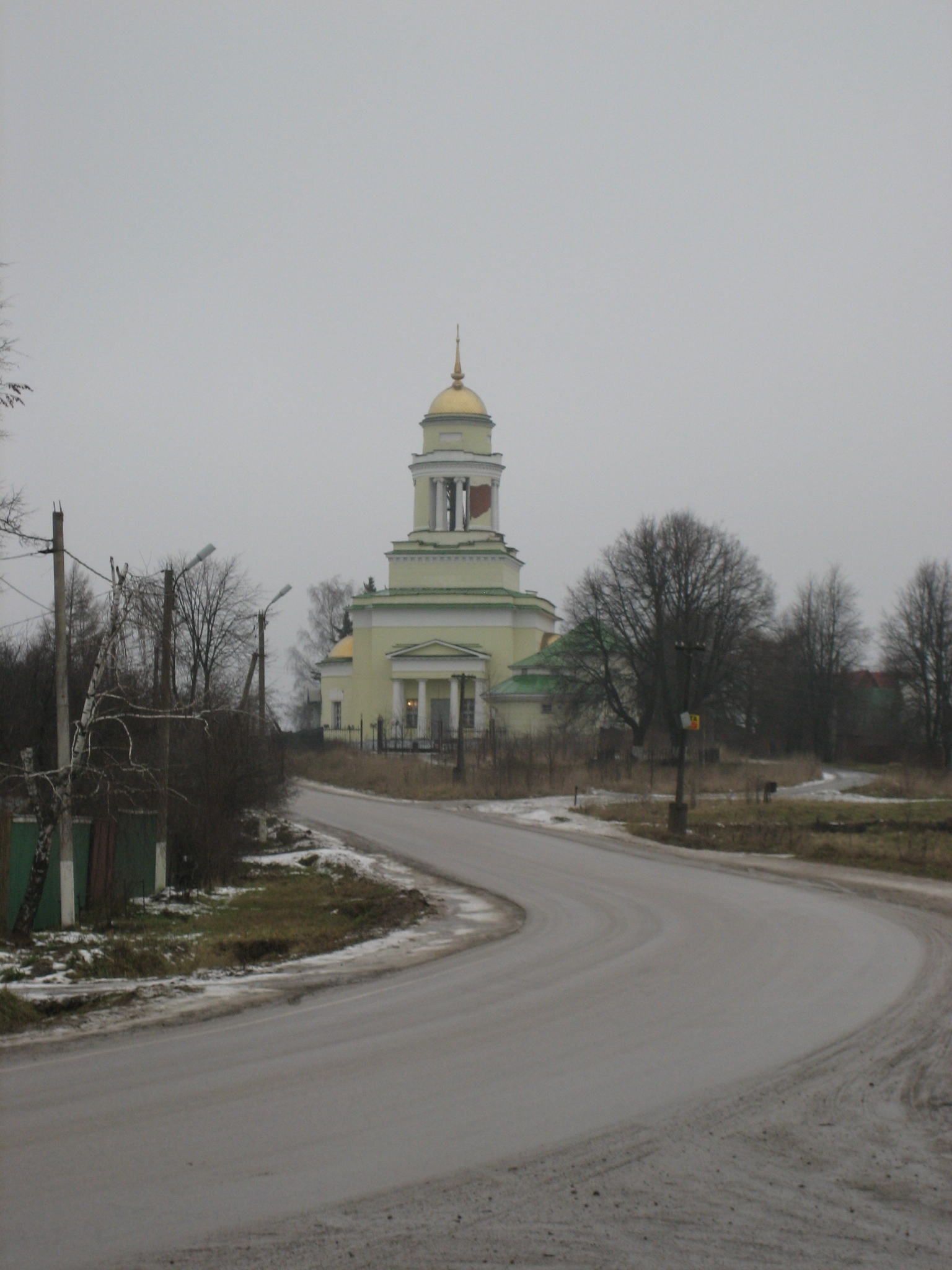
Kirche von Jerschowo

## Geschichte
Das Landgut Jerschowo wurde erstmals 1454 urkundlich erwähnt.
1952 wurde in Jerschowo ein Kurzentrum (Дом отдыха) gleichen Namens eingerichtet.

## Landgemeinde
Jerschowo ist mit etwa 2500 Einwohnern größte Ortschaft und Verwaltungssitz der Landgemeinde Jerschowskoje selskoje posselenije, zu der insgesamt 45 weitere Dörfer und ländliche Siedlungen gehören (die größten mit jeweils über 1000 Einwohnern sind Sawwinskaja Sloboda, Karinskoje und Funkowo; alle anderen haben weniger als 200 Einwohner). Die Gesamteinwohnerzahl der Gemeinde beträgt 9434 (Stand 14. Oktober 2010).